# Stracciatella (queijo)
Stracciatella di bufala é um queijo típico da Apúlia (sudeste da Itália) feito com leite de búfala que, depois de coalhado, matura no próprio soro por algumas horas, antes de ser transformado em cordões ou fitas – os "straccetti" – que se juntam com nata para fazer o queijo. Antes de existir a "receita oficial", já os camponeses da Apúlia preparavam a stracciatella, como forma de aproveitar restos de mozarela. O queijo é dividido em cordões, que são a seguir divididos de novo em finas fitas e mergulhadas em nata. Esta mistura pode ser usada para rechear bolas de mozarela, formando uma nova preparação conhecida como burrata.

## Preparo
A stracciatella pode ser feita em casa, deixando fermentar leite gordo antes de juntar o coalho. A coalhada pode então ser esticada para fabricar imediatamente o queijo, ou ser congelada para ser preparada apenas antes de ser consumida. Para isso, a coalhada (ou uma parte) é deixada a descongelar durante a noite e, no dia seguinte, é dividida em pequenas bolas que se misturam com sal e se cobrem com água quente, para ficarem maleáveis; com uma colher de pau, retiram-se da água e deixam-se cair de novo, iniciando o processo de "fiação", que é feito à mão, até obter as fitas mais finas, que são mergulhadas numa tigela com nata, que deve ter uma boa quantidade de gordura e ter sido apenas pasteurizada (nata tratada a temperaturas muito elevadas tira o sabor do queijo) e refrigerada. 

## Uso
A stracciatella pode ser usada em qualquer prato onde normalmente se usaria mozarela, ou pode ser comida diretamente ao pequeno almoço, ou como antepasto ou sobremesa. 